# Жебри (Ґраєвський повіт)
Жебри (пол. Żebry) — село в Польщі, у гміні Вонсош Ґраєвського повіту Підляського воєводства.
Населення — 353 особи (2011).
У 1975-1998 роках село належало до Ломжинського воєводства.

## Демографія
Демографічна структура станом на 31 березня 2011 року:
|          | Загалом | Допрацездатний вік | Працездатний вік | Постпрацездатний вік |
| -------- | ------- | ------------------ | ---------------- | -------------------- |
| Чоловіки | 184     | 42                 | 123              | 19                   |
| Жінки    | 169     | 37                 | 90               | 42                   |
| Разом    | 353     | 79                 | 213              | 61                   |